# Alex Valdez
Alex James Valdez (sinh ngày 3 tháng 6 năm 1981) là một chính khách người Mỹ, là thành viên của Hạ viện Colorado từ khu vực 5 của Thành phố và Quận Denver.

## Sự nghiệp chính trị
Valdez đã được bầu trong cuộc tổng tuyển cử vào ngày 6 tháng 11 năm 2018, giành được 79 phần trăm phiếu bầu so với 19 phần trăm của ứng cử viên Đảng Cộng hòa Katherine Whitney.
Ông công khai là người đồng tính.